# Dendroica pharetra
A Dendroica pharetra  a madarak osztályának verébalakúak (Passeriformes) rendjébe és az újvilági poszátafélék (Parulidae) családjába tartozó faj.

## Előfordulása
Jamaica területén honos. A természetes élőhelye szubtrópusi és trópusi síkvidéki és hegyi erdők.

## Megjelenése
Átlagos testtömege 9,9 gramm.